# Polyrhachis transiens
Polyrhachis transiens é uma espécie de formiga do gênero Polyrhachis, pertencente à subfamília Formicinae.